# Mixogaster
Mixogaster (лат.) — род мух-журчалок из подсемейства Microdontinae. Включает около 20 видов.

## Описание
Длина 9—15 мм. Отличаются редуцированным метастернумом и невооружённым скутеллюмом, особенностями жилкования R4+5. Личинки населяют муравейники, где собирают падаль.

## Распространение
Северная Америка, Южная Америка.

## Таксономия
Около 20 видов, в том числе:
- Mixogaster anthermus (Walker, 1849)
- Mixogaster breviventris Kahl, 1897
- Mixogaster conopsoides Macquart, 1842
- Mixogaster cubensis Curran, 1932
- Mixogaster currani Hull, 1954
- Mixogaster delongi Johnson, 1926
- Mixogaster dimidiata Giglio-Tos, 1892
- Mixogaster flukei Hull, 1954
- Mixogaster imitator Thompson, 2004
- Mixogaster johnsoni Hull, 1941
- Mixogaster lanei Carrera and Lenko, 1958[3]
- Другие виды